# Рикардс, Джеймс
Джеймс Рикардс (англ. James G. Rickards) (родился 29 сентября 1951 г. в Нью-Йорке) — американский юрист, автор книг по макроэкономике, сторонник инвестиций в золото.

## Биография
Рикардс окончил школу Lower Cape May Regional High School в Мэй (штат Нью-Джерси в 1969 году. В 1973 году он окончил с отличием Университет Джонса Хопкинса, получив степень бакалавра, а в 1974 году — Школу углубленных международных исследований имени Пола Нитце (также в Университете Джонса Хопкинса) с дипломом магистра международной экономики. В 1977 году Рикардс получил степень доктора юриспруденции в юридической школе Пенсильванского университета, а затем степень магистра права в сфере налогообложения в школе права Нью-Йоркского университета.
Рикардс был советником директоров ЦРУ и Национальной разведки по финансовым войнам и асимметричным конфликтам.

## Книги
- Джеймс Рикардс. Валютные войны. — М.: Эксмо, 2015. — ISBN 978-5-699-69282-8.
- Джеймс Рикардс. Смерть денег. Крах доллара и агония мировой финансовой системы. — М.: Эксмо, 2015. — 432 с. — ISBN 978-5-699-83549-2.
- Джеймс Рикардс. Золотой запас. Почему золото, а не биткоины – валюта XXI века?. — М.: Эксмо, 2017. — 192 с. — ISBN 978-5-699-91958-1.
- Джеймс Рикардс. Путь к руинам: как не потерять свои деньги в следующий экономический кризис. — М.: Эксмо, 2019. — 384 с. — ISBN 978-5-699-98860-0.